# Plenilunio (pel·lícula de 2000)
Plenilunio és una pel·lícula espanyola, dirigida per Imanol Uribe i estrenada l'any 2000. Està basada en la novel·la homònima de l'escriptor andalús Antonio Muñoz Molina.

## Argument
En una petita ciutat de províncies, una nena apareix morta al mig d'un bosc. Ha estat brutalment assassinada. Obsessionat per l'espantós succés, l'inspector de policia a càrrec de la recerca, recorre la ciutat buscant una mirada. La mirada de l'assassí. De la mateixa forma que succeeix en la realitat, un succés brutal no s'acaba en el propi delicte, sinó que provoca canvis en les persones que estan relacionades amb les víctimes i també amb l'assassí. La troballa de la nena morta és la raó per la qual una dona i un home es troben, la raó per la qual aquest home reflexiona sobre un passat fosc, la raó per la qual aquesta dona coneix a l'home del qual ha d'enamorar-se.

## Repartiment
- Miguel Ángel Solá- Inspector
- Adriana Ozores - Susana Grey
- Juan Diego Botto - Assassí
- Fernando Fernán Gómez pare Orduña
- Chete Lera - Forense
- Charo López - Carmen, esposa del comissari
- María Galiana - Dona de dol
- Antonio Muñoz Molina
- Miguel del Arco
- Félix Cubero

## Premis
Premis Ondas 2000 a la millor pel·lícula espanyola i a l'actriu Adriana Ozores
Goya (XV edició)
| Categoria                  | Receptor                                | Resultat |
| -------------------------- | --------------------------------------- | -------- |
| Millor actor protagonista  | Juan Diego Botto                        | Nominat  |
| Millor actriu protagonista | Adriana Ozores                          | Nominada |
| Millor música original     | Antonio Meliveo                         | Nominat  |
| Millor fotografia          | Gonzalo Fernández Berridi               | Nominat  |
| Millor so                  | Gilles Ortion, Guy Ortion i James Muñoz | Nominat  |

Medalles del Cercle d'Escriptors Cinematogràfics
| Categoria    | Persona           | Resultat |
| ------------ | ----------------- | -------- |
| Millor actor | Miguel Ángel Solá | Nominat  |